# Abramo Albini
Abramo Albini (* 29. Januar 1948 in Garzeno) ist ein ehemaliger italienischer Ruderer, der 1968 Olympiadritter war.
Der 1,80 m große Albini ruderte für die Canottieri Falck aus Dongo. Bei den Olympischen Spielen 1968 in Mexiko ruderten Renato Bosatta, Pier Angelo Conti-Manzini, Tullio Baraglia und Abramo Albini im italienischen Vierer ohne Steuermann. Die Italiener belegten im Vorlauf den zweiten Platz hinter den Ungarn und zogen als Sieger des Hoffnungslaufs in das Finale ein. Dort siegte das Boot aus der DDR mit zweieinhalb Sekunden Vorsprung vor den Ungarn, weitere zweieinhalb Sekunden dahinter gewannen die Italiener die Bronzemedaille.
Bei den Europameisterschaften 1971 erreichte der italienische Vierer mit Abramo Albini, Ennio Fermo, Renzo Sambo und Primo Baran das Finale und belegte dort den sechsten Platz. 1972 bei den Olympischen Spielen in München bildeten Primo Baran, Angelo Rossetto, Pier Angelo Conti-Manzini und Abramo Albini den italienischen Vierer. Nach einem vierten Platz im Vorlauf und einem Sieg im Hoffnungslauf erreichten die Italiener im Halbfinale den fünften Platz. Durch einen vierten Platz im B-Finale belegten sie in der Gesamtwertung den zehnten Platz.